# Angelika Lietzke
Angelika Lietzke (* 21. März 1943 in Berlin) ist eine deutsche Schauspielerin und Synchronsprecherin.

## Wirken
Lietzke prägte als Synchronsprecherin das Kinderfernsehen der DDR entscheidend mit. In den 1970er- und 1980er-Jahren wirkte sie in Hunderten Synchronisationen für das DDR-Fernsehen und die DEFA mit, vorwiegend in Trickfilmen, wo sie zumeist Kindern oder Tieren ihre Stimme lieh.
Zu ihren heute bekanntesten Arbeiten zählen das Küken in der Serie Plumps von  Unser Sandmännchen, die Rolle des Esteban in Die geheimnisvollen Städte des Goldes und die sprechende Ziege im sowjetischen Märchenfilm Feuer, Wasser und Posaunen.

## Filmografie
- 1977: Urlaub nach Prospekt (TV)
- 1983: Es geht einer vor die Hunde (Fernsehfilm)
- 1984: Der Staatsanwalt hat das Wort: Versuchung (TV-Reihe)
- 1986: Das Eigentor (TV)
- 1986: Polizeiruf 110: Parkplatz der Liebe (TV-Reihe)
- 1986: Polizeiruf 110: Gier (TV-Reihe)
- 1990: Polizeiruf 110: Zahltag (TV-Reihe)

## Hörspiele
- 1980: Ottomar Lang: Wellermann machts möglich (Susi Brauß) – Regie: Hans Knötzsch (Kriminalhörspiel/Kurzhörspiel – Rundfunk der DDR)
- 1984: Zlatko Seselj: Die Abenteuer der kleinen Magdica (Das Huhn) – Regie: Albrecht Surkau (Kinderhörspiel – Rundfunk der DDR)